# Andrew Tate
Emory Andrew Tate III (ur. 1 grudnia 1986 w Chicago) – amerykańsko-brytyjski kickbokser, przedsiębiorca live streamingu modelek, influencer.

## Życie prywatne
Tate urodził się 1 grudnia 1986 w Chicago. Został wychowany w brytyjskim Luton. Jego afroamerykański ojciec, Emory Andrew Tate Jr., był szachowym mistrzem międzynarodowym. Jego matka pracowała w gastronomii.
W 2017 roku Tate przeprowadził się z Wielkiej Brytanii do Rumunii. Powiedział, że przeprowadził się, ponieważ lubi „mieszkać w krajach, w których korupcja jest dostępna dla wszystkich” i wierzy, że w Rumunii będzie mniej prawdopodobne, że zostaną mu postawione zarzuty gwałtu, stwierdzając, że rumuńska policja będzie prosić kobiety zgłaszające gwałt o „dowody”, podczas gdy w świecie zachodnim, pośród ruchu MeToo, Tate powiedział, że każda kobieta „w dowolnym momencie w przyszłości może zniszczyć twoje życie”.
W październiku 2022 media poinformowały, że Andrew przeszedł na islam. Po tym, jak spekulacje pojawiły się po nagraniu wideo, na którym modlił się w Zjednoczonych Emiratach Arabskich, 24 października Tate potwierdził swoją konwersję na platformie mediów społecznościowych Gettr. Według doniesień w The Scotsman, wielu muzułmanów wyraziło sceptycyzm i odrzuciło to jako chwyt reklamowy.

## Kariera sportowa

### Kick-boxing
Zaczął trenować w 2005. W 2009 wygrał mistrzostwo International Sport Karate Association w formule full contact w Derby w Anglii. Zdobył pierwsze miejsce w swojej kategorii wagowej w Europie.
Zdobył swój pierwszy tytuł mistrza świata ISKA w rewanżowym pojedynku z Jean-Luc Benoit przez nokaut. Wcześniej przegrał z nim przez decyzję. W 2013 zdobył drugi tytuł mistrza świata ISKA w 12-rundowym pojedynku, zostając mistrzem świata w dwóch różnych kategoriach wagowych. Walka odbyła się w Châteaurenard we Francji.

### Big Brother
W 2016 roku, gdy Tate był gościem siedemnastego sezonu serialu Big Brother, później został skrytykowany za jego homofobiczne i rasistowskie komentarze na Twitterze.
Po opublikowaniu wideo, w którym wydawał się bić kobietę pasem, Tate został usunięty z programu po zaledwie sześciu dniach uczestnictwa. Zarówno Tate, jak i kobieta powiedzieli, że są przyjaciółmi i że działania te były zgodne z wolą kobiety.

## Działalność internetowa
Swoją fortunę zarobił, tworząc ze swoim bratem strony modelek streamujących oraz czatujących z klientami. W swoich wcześniejszych kursach instruował jak zostać „szefem” kobiety oraz przekonać ją do potrzeby posiadania takowego w działalności online. Wielokrotnie potępiany oraz osądzany w tych sprawach postanowił wycofać się z branży. Jego dorobek życia skomentował Jordan Peterson, nazywając Tate’a „e-alfonsem”.
Aktualnie strona internetowa Tate’a oferuje kursy szkoleniowe na temat gromadzenia bogactwa i „interakcji damsko-męskich”. Andrew i jego brat, Tristan Tate rozpoczęli biznes z kamerami internetowymi, zatrudniający aż 75 modelek, aby sprzedawać „historie szlochania” męskim rozmówcom. Twierdzą oni, że zarobili na tym miliony dolarów. Andrew stwierdził, że model biznesowy to „całkowite oszustwo”.

### Hustler’s University
Tate prowadzi Hustler's University, platformę, która umożliwia otrzymywanie instrukcji dotyczących takich tematów, jak dropshipping i handel kryptowalutami. Platforma ta, wykorzystywała program marketingu afiliacyjnego, w którym członkowie otrzymywali prowizję za rekrutację innych osób. W 2022 roku, Tate stał się szeroko znany przez zachęcanie członków platformy do publikowania dużej liczby klipów z jego filmów na platformach społecznościowych takich jak TikTok w celu maksymalizacji ich zaangażowania. W sierpniu 2022 r. jego strona internetowa zgromadziła ponad 100 000 subskrybentów. W tym samym miesiącu Stripe wycofał się z przetwarzania subskrypcji platformy, a Hustler’s University zamknął swój program marketingu afiliacyjnego. Paul Harrigan, profesor marketingu na Uniwersytecie Australii Zachodniej, stwierdził, że program partnerski stanowił piramidę zaangażowania w mediach społecznościowych.

### Aktywność w mediach społecznościowych
Początkowo Tate stał się znany w kręgach skrajnie prawicowych dzięki występom w InfoWars i znajomościami ze skrajnie prawicowymi postaciami, takimi jak Paul Joseph Watson, Jack Posobiec i Mike Cernovich. Tate stał się bardzo popularny latem 2022 roku, przewyższając zarówno Donalda Trumpa, jak i COVID-19 w wyszukiwaniu Google w lipcu. W sierpniu Tate został opisany przez Rabina Sikdara w The Independent jako „postać podobna do kultu” dla „młodych, pozbawionych kierunku” mężczyzn i chłopców, którzy popierają jego antyfeministyczne poglądy. W wywiadzie stwierdził, że:
Nie można mnie oczerniać, ponieważ stwierdzę teraz sam, że jestem absolutnym seksistą i absolutnym mizoginem, i mam pieprzone pieniądze, których nie możesz mi odebrać.
Stwierdził on także, że kobiety „należą do domu”, „nie mogą rządzić mężczyzną” i są „dane mężczyźnie i należą do mężczyzny”. Stwierdził też, że mężczyźni wolą umawiać się z 18 i 19-latkami, ponieważ uprawiały one seks z mniejszą liczbą mężczyzn.
Kampania Białej Wstążki, organizacja non-profit przeciwstawiająca się przemocy mężczyzn wobec kobiet, uznała komentarze Tate’a za „ekstremalnie mizoginiczne” i ich możliwe długoterminowe skutki dla jego młodej męskiej publiczności za „niepokojące”. Hope not Hate, grupa wspierająca walkę z ekstremizmem, skomentowała, że obecność Tate w mediach społecznościowych może stanowić „niebezpieczną drogę do skrajnej prawicy” dla jego odbiorców. W odpowiedzi na krytykę Tate stwierdził, że jego kontent zawiera „wiele filmów wychwalających kobiety” i ma głównie na celu nauczenie widzów, jak unikać „toksycznych i niskiej wartości ludzi”. Stwierdził dalej, że gra „postać komediową” i twierdził, że ludzie wierzą w „całkowicie fałszywe narracje” na jego temat.

### Zawieszenia
Trzy konta Tate’a na Twitterze zostały zawieszone.
W 2021 roku konto, które założył, aby uniknąć poprzedniego zakazu, zostało zweryfikowane przez Twittera, wbrew ich polityce. Konto zostało następnie trwale zawieszone, a Twitter stwierdził, że weryfikacja nastąpiła w wyniku błędu.
W wyniku zmian przeprowadzonych przez Elona Muska po zakupie przez niego platformy Twitter w październiku 2022, a następnie przemianowaniu jego brandu na X oraz ogłoszeniu wprowadzenia polityki wolności słowa konto Tate’a (założone w lipcu 2011, z ponad 10 milionami obserwujących) zostało przywrócone.
W sierpniu 2022 roku, po internetowej kampanii mającej na celu usunięcie go z platformy, Tate został trwale zablokowany na Facebooku i Instagramie. Firma macierzysta Facebooka, Meta stwierdziła, że naruszył ich politykę dotyczącą „niebezpiecznych organizacji i osób”.
TikTok, gdzie Andrew zyskał olbrzymi rozgłos, również usunął jego konto po ustaleniu, że narusza ono ich zasady dotyczące „treści, które atakują, grożą, podżegają do przemocy lub w inny sposób odczłowieczają osobę lub grupę”.
Wkrótce potem YouTube również zawiesił jego kanał, powołując się na liczne naruszenia, w tym mowę nienawiści i dezinformację dotyczącą COVID-19, a później usunął swój własny kanał na Twitchu. Treści o Andrew Tate nadal krążą na Facebooku, Instagramie i TikToku za pośrednictwem kont fanów.
Po zakazach Tate przeniósł się na platformy alt-tech Gettr i Rumble, które dzięki niemu stało się jedną z najbardziej pobieranych aplikacji na App Store.

## Postępowania karne

### Śledztwo brytyjskie 2015–2019
W styczniu 2023 roku VICE News poinformowało, że Tate został oskarżony przez dwie kobiety o gwałt, a przez inną o wielokrotne podduszanie, czemu Tate zaprzeczył. W 2019 roku, po czteroletnim śledztwie, Prokuratura Koronna odmówiła wniesienia oskarżenia w sprawie któregokolwiek z zarzutów, stwierdzając, że dowody „nie spełniły naszego testu prawnego i nie było realistycznej perspektywy skazania” oraz że „byłoby błędem powiedzieć, że był tylko jeden problem” z dowodami. Trzy kobiety skomentowały, że sprawa została źle prowadzona, a policja przeprosiła za opóźnienia w śledztwie, podczas gdy według Tate’a policja „znalazła odciążające wiadomości z telefonów dziewcząt”.

### od 2022: śledztwo rumuńskie
11 kwietnia 2022 r. mężczyzna zadzwonił do ambasady USA, aby zgłosić, że jego była dziewczyna, obywatelka amerykańska, była przetrzymywana w domu braci Tate w Pipera w Rumunii. Rumuńska policja dokonała nalotu na dom i pobliskie studio kamerek internetowych należące do braci Tate, gdzie odkryła cztery kobiety. Dwie z nich, Amerykanka i Rumunka, powiedziały policji, że są przetrzymywane wbrew ich woli, co wywołało dochodzenie in rem w sprawie handlu ludźmi i gwałtu przez DIICOT, rumuńską agencję zajmującą się zwalczaniem przestępczości zorganizowanej. Bracia zostali przesłuchani i zwolnieni. W tamtym czasie byli przesłuchiwani jako świadkowie, a nie podejrzani.
29 grudnia 2022 r. policja aresztowała obu braci Tate i dwie kobiety. Cała czwórka jest podejrzana o handel ludźmi i tworzenie zorganizowanej grupy przestępczej, a jedna z nich (niezidentyfikowana ze względu na prawo rumuńskie) jest podejrzana o gwałt. DIICOT oskarża braci Tate o rekrutację kobiet metodą „loverboy” – która polega na fałszywym przedstawieniu zamiaru zaangażowania się w romantyczny związek – i zmuszaniu ich do tworzenia treści dla witryn internetowych, takich jak OnlyFans, w ramach zorganizowanej grupy przestępczej utworzonej na początku 2021 r. DIICOT zidentyfikował sześć potencjalnych ofiar. Po początkowym 24-godzinnym tymczasowym aresztowaniu sędzia przedłużył ich areszt o 30 dni. Tate odwołał się od przedłużenia, ale odwołanie zostało odrzucone 10 stycznia.
Plotki w mediach społecznościowych przypisywały możliwość aresztowania Andrew Tate’a pudełkom po pizzy, pokazanym na jednym z jego filmów (co jakoby miało dowodzić, że Tate był w tym czasie – i w czasie domniemanego przestępstwa – na terenie Rumunii), czemu władze rumuńskie zaprzeczyły.
Władze rumuńskie przejęły 29 aktywów, w tym 15 samochodów i ponad 10 nieruchomości, a także zegarki i sumy pieniężne należące do braci Tate lub ich firm, na łączną kwotę prawie 4 milionów dolarów. Jeśli zostaną skazani, majątek ten przepadnie na rzecz państwa i zostanie wykorzystany do wypłaty odszkodowania cywilnego i moralnego wszystkim ofiarom. Od 5 stycznia dwie potencjalne ofiary przystąpiły do sprawy jako strony cywilne i złożyły zeznania przeciwko podejrzanym. 14 stycznia samochody z domu Tate’ów zostały przewiezione do magazynu.
7 stycznia jeden z prawników Andrew powiedział, że zespół obrony nadal nie otrzymał kopii dowodów przedstawionych sędziemu przez prokuraturę. Adwokat powiedział również, że bracia Tate nie otrzymali dokładnego tłumaczenia podczas przesłuchania w sprawie przedłużenia o 30 dni. Poprosił o możliwość konfrontacji z oskarżycielami w sądzie i powiedział, że niektóre z sześciu potencjalnych ofiar zidentyfikowanych przez DIICOT nie złożyły skargi przeciwko podejrzanym. Andrew Tate na krótko udał się do szpitala na badanie kontrolne, zanim wrócił do aresztu. Dwie kobiety, które mieszkały z braćmi Tate, publicznie ich broniły, a dwie kolejne, które należą do sześciu domniemanych ofiar zidentyfikowanych przez DIICOT, zaprzeczyły, jakoby były prześladowane przez nich.
20 stycznia rumuński sąd przedłużył tymczasowe aresztowanie braci do 27 lutego; uzasadnienie sądu opierało się na chęci zabezpieczenia śledztwa i uniknięcia opuszczenia kraju przez Tate’ów. 25 stycznia, podczas przesłuchania w rumuńskiej jednostce ds. przestępczości zorganizowanej, Tate powiedział, że sprawa przeciwko niemu jest „pusta” i powiedział dziennikarzom, że „wiedzą, że nie zrobiliśmy nic złego”. 1 lutego odwołał się od decyzji o przedłużeniu tymczasowego aresztowania. Apelacja została odrzucona przez Sąd Apelacyjny w Bukareszcie. Tego samego dnia do zespołu prawnego dołączyła Tina Glandian, prawniczka, która wcześniej reprezentowała Chrisa Browna i Mike’a Tysona. Wydała publiczne oświadczenie, w którym stwierdziła, że sytuacja ta stanowi „pogwałcenie międzynarodowych praw człowieka”.
Prokuratorzy uzyskali rzekome podsłuchy rozmów telefonicznych Tate’a z dwoma współpracownikami, instruując ich, aby lobbowali dwóch rumuńskich prawicowych polityków, George’a Simiona i Dianę Iovanovici Șoșoacă, w celu poparcia jego uwolnienia.
21 lutego rumuński sąd ponownie przedłużył okres ich zatrzymania o kolejne 30 dni. 14 marca Tate po raz trzeci odmówiono zwolnienia za kaucją. Okres aresztu braci Tate został następnie przedłużony do końca kwietnia. 29 marca sąd w Bukareszcie ponownie odrzucił wniosek o zwolnienie za kaucją. 31 marca Sąd Apelacyjny w Bukareszcie uchylił decyzję sądu niższej instancji i zakończył areszt tymczasowy braci Tate, zamiast tego umieścił ich w areszcie domowym do 29 kwietnia. Na dzień 31 marca 2023 r. nie wniesiono jeszcze żadnego aktu oskarżenia, a prokuratorzy powiedzieli, że mają czas do końca czerwca, aby skierować sprawę do sądu.
27 lutego 2025 rumuńska prokuratura poinformowała, że zniosła zakaz opuszczania kraju przez obu braci. Tego samego dnia wylecieli oni prywatnym samolotem na Florydę. Według ich adwokata mieli wrócić do Rumunii 24 marca, na kiedy to wyznaczono termin stawienia się przez nich w sądzie.